# Relajación muscular progresiva de Jacobson
La relajación muscular progresiva (RMP) es un método no farmacológico de relajación muscular profunda desarrollada por el médico estadounidense Edmund Jacobson en los primeros años de la década de 1920. Se basa en la premisa de que la tensión muscular es la respuesta psicológica del cuerpo a los pensamientos que provocan ansiedad y que la relajación muscular bloquea la ansiedad.
Consiste en dividir el cuerpo humano en distintos grupos musculares sobre los cuales el paciente aprende a aplicar ciclos de tensión-relación muscular en grupos de músculos específicos y hacer consciente la sensación de contraste entre cada uno de estos estados de tensión-relajación dirigiendo la atención hacia las diferencias que se sienten durante un estado y el otro.

## Historia
La relajación muscular progresiva fue desarrollada inicialmente por el médico estadounidense Edmund Jacobson y se la presentó por primera vez en 1908 en la Universidad de Harvard.
En 1929, Jacobson publicó el libro Progressive Relaxation, que incluía un procedimiento detallado para eliminar la tensión muscular. Su trabajo llevó al uso de la palabra "relajarse", en el sentido de "volverse menos tenso, ansioso o estresado, calmarse".
Jacobson continuó trabajando en este tema a lo largo de su vida y escribió varios libros al respecto.

## Aplicaciones

### Insomnio
La relajación muscular progresiva se utiliza como una opción de tratamiento no farmacológico para algunas causas de insomnio. Siendo la intención reducir la tensión física e interrumpir los procesos de pensamientos acelerados que afectan el sueño. El insomnio suele ser un problema psicológico común de los pacientes con cáncer y, en particular, de aquellos que padecen dolor. Algunos estudios informaron los beneficios de la técnica de relajación muscular progresiva utilizada por pacientes con cáncer. Uno de ellos postuló: "el efecto significativo para el grupo de relajación muscular sobre la latencia del inicio del sueño indica que los hubo una mejora significativa autoreportada en los sujetos. El tiempo total de sueño también se incrementó".

### Alivio del dolor
El dolor es uno de los síntomas más frecuentes en los pacientes sometidos a cirugía o quimioterapia oncológica y para su alivio se proponen diversos tratamientos, entre ellos técnicas de relajación. Se sugiere que la técnica de relajación muscular progresiva puede conducir a un aumento en el flujo sanguíneo lo cual suministra más oxígeno, mejorando así el metabolismo local, lo que resulta en una reducción del dolor y los espasmos musculares.
La relajación muscular progresiva podría reducir también la percepción del dolor y aliviar el dolor de los pacientes después de la cirugía. Uno de los estudios recientes indicó "una disminución significativa de la tensión en todos los tipos de músculos entre las situaciones previas y posteriores a la relajación previa y posterior en los pacientes después de la cirugía como resultado de la relajación muscular progresiva".
Además, se ha indicado que la técnica de relajación muscular progresiva parece mostrar algunos resultados positivos en el tratamiento del dolor pélvico crónico en mujeres. En estos casos de dolor crónico, pareciera que no es posible evitar el dolor, pero sí la amenaza percibida (dolor). El dolor pélvico crónico está a menudo asociado al funcionamiento del sistema nervioso del área abdominal (a menudo llamado "dolor neuropático"). Si los medicamentos recetados no tienen éxito, se puede derivar al paciente a una práctica especializada en el manejo del dolor, como la técnica de relajación muscular progresiva. En estos casos el tratamiento tiene como objetivo aliviar la tensión de los músculos del abdomen y la espalda baja, así como la tensión musculoesquelética.

### Esquizofrenia
La técnica de relajación muscular progresiva se ha utilizado en entornos psiquiátricos como un medio alternativo para afrontar el estrés subjetivo y el estado de ansiedad. Se ha informado de algunos estudios modernos sobre la eficacia terapéutica sobre los síntomas de angustia psicológica y ansiedad, así como sobre la respuesta / remisión de las personas con esquizofrenia. Existe evidencia que revela una disminución en el nivel de estrés después del entrenamiento regular, después de lo cual los pacientes tienden a sentir una mayor sensación de bienestar y bienestar. Además, tienen como objetivo aprender a gestionar situaciones estresantes, especialmente las relacionadas con el "autocontrol", "asumir responsabilidades" y "reevaluación positiva". Sin embargo, la aplicación de la técnica de relajación muscular progresiva en pacientes con esquizofrenia es poco común y requiere investigación adicional.

### Deportes
Los deportes profesionales requieren una tensión constante de los atletas tanto física como mentalmente, por lo tanto se ha especulado que la técnica de relajación muscular progresiva puede ayudar a los atletas a lograr un rendimiento óptimo y optimizar el funcionamiento en la vida diaria. En este sentido Hashim y Hanafi realizaron un experimento con jugadores de fútbol adolescentes para comprender los efectos de la relajación muscular progresiva en los atletas. Los resultados obtenidos en este experimento sugirieron reducciones en las puntuaciones de la subescala de confusión, depresión, fatiga y tensión después de la relajación muscular progresiva.

## Efectos a largo plazo
Según la Enciclopedia de medicina de Miller-Keane, los efectos a largo plazo de practicar la relajación muscular progresiva incluyen:
- Disminución del nivel generalizado de ansiedad.
- Disminución de la ansiedad anticipatoria relacionada con las fobias.
- Reducción de la frecuencia y duración de los ataques de pánico.
- Capacidad mejorada para enfrentar situaciones fóbicas a través de una exposición gradual.
- Concentración mejorada.
- Una mayor sensación de control sobre los estados de ánimo.
- Aumento de la autoestima.
- Mayor espontaneidad y creatividad